# Cuanajillo del Toro
Cuanajillo del Toro är en ort i Mexiko.   Den ligger i kommunen Morelia och delstaten Michoacán de Ocampo, i den södra delen av landet, 230 km väster om huvudstaden Mexico City. Cuanajillo del Toro ligger 2 384 meter över havet och antalet invånare är 161.
Terrängen runt Cuanajillo del Toro är huvudsakligen kuperad, men österut är den platt. Cuanajillo del Toro ligger uppe på en höjd. Runt Cuanajillo del Toro är det tätbefolkat, med 493 invånare per kvadratkilometer. Närmaste större samhälle är Morelia, 12,6 km öster om Cuanajillo del Toro. I omgivningarna runt Cuanajillo del Toro växer huvudsakligen savannskog.